# Fredrik Jonsson (Skilangläufer)
Fredrik Jonsson (* 20. Juli 1990) ist ein schwedischer Skilangläufer.

## Werdegang
Jonsson, der für den Hudiksvalls IF startete, lief im Januar 2009 in Keuruu seine ersten Rennen im Scandinavian Cup und belegte dabei den 48. Platz im Sprint und den 30. Rang über 15 km klassisch. Seine besten Platzierungen bei den Juniorenweltmeisterschaften 2009 waren der 12. Platz im Sprint und der achte Rang mit der Staffel. Im Januar 2010 startete er in Otepää erstmals im Skilanglauf-Weltcup und kam dabei auf den 48. Platz über 15 km klassisch. Bei den Juniorenweltmeisterschaften 2010 in Hinterzarten gelang ihn der 23. Platz über 10 km klassisch und der 11. Rang mit der Staffel. Im März 2010 wurde er in Hudiksvall schwedischer Juniorenmeister über 10 km Freistil, im Skiathlon und im Sprint. In der Saison 2010/11 holte er in Lahti mit dem 29. Platz im Skiathlon seine ersten Weltcuppunkte. Beim Weltcupfinale 2011 in Falun errang er den 34. Platz. Dabei erreichte er mit dem 25. Platz im Sprint seine beste Platzierung im Weltcupeinzel. Bei den U23-Weltmeisterschaften 2011 in Otepää belegte er den 34. Platz über 15 km Freistil, den 18. Rang im Sprint und den fünften Platz im Skiathlon. Im Jahr 2011, 2012 und 2013 wurde er schwedischer Meister mit der Staffel von Hudiksvalls IF. In der Saison 2011/12 kam er auf den 77. Platz bei der Nordic Opening in Kuusamo und auf den 38. Platz bei der Tour de Ski 2011/12. Bei den U23-Weltmeisterschaften 2012 in Erzurum errang er den 40. Platz im Sprint, den 34. Platz über 15 km klassisch und den 26. Platz im Skiathlon. In den folgenden Jahren nahm er meist an FIS-Rennen teil. In der Saison 2021/22 kam er in Lillehammer mit Platz sechs in der Staffel erneut in die Punkteränge.